# Chisaka Takamasa

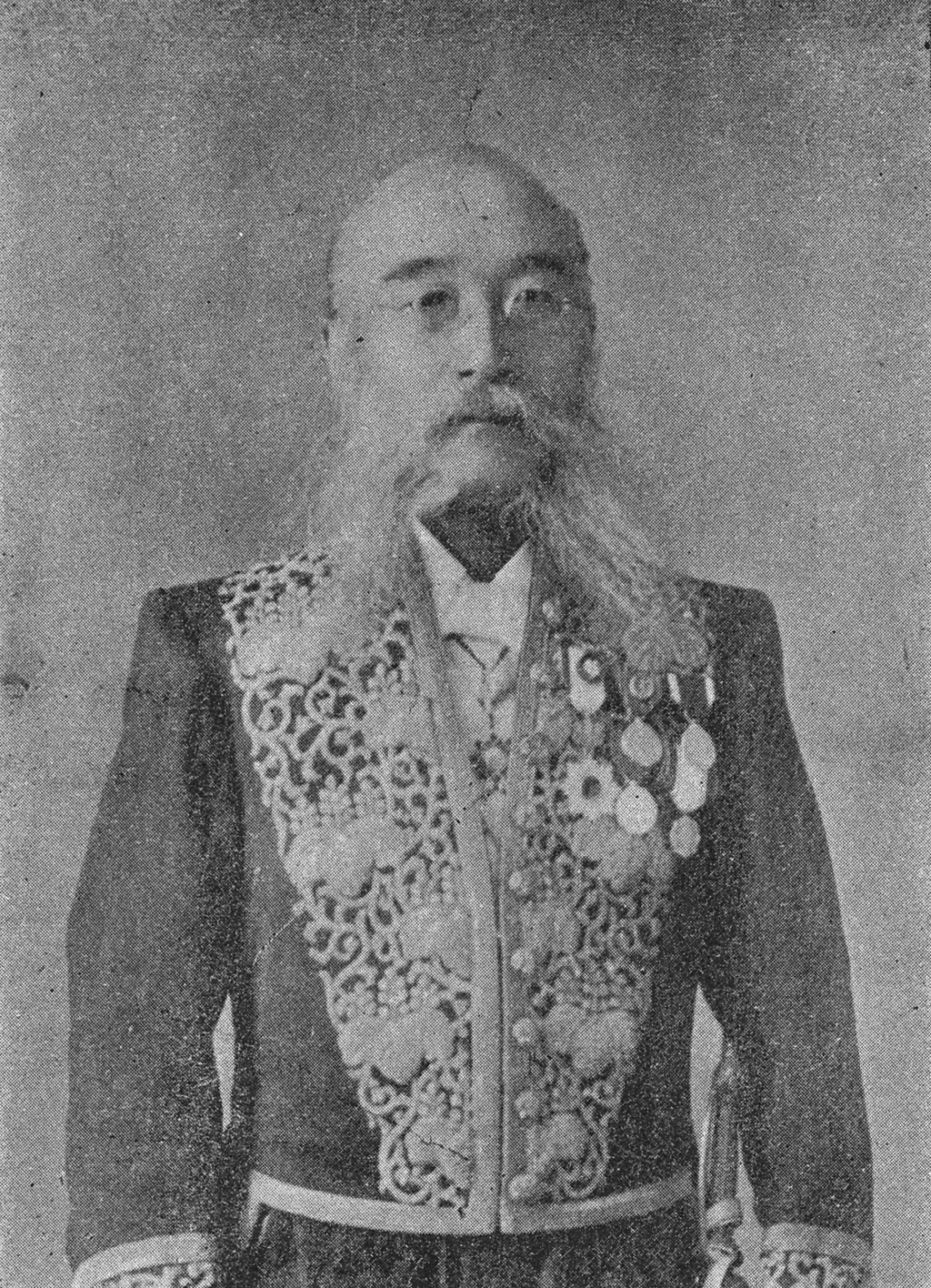
Chisaka Takamasa

Chisaka Takamasa (japanisch 千坂 高雅; * 11. März 1841 in Yonezawa, Präfektur Yamagata; † 3. Dezember 1912) war ein Verwaltungsbeamter, Unternehmer und Politiker im Kaiserreich Japan, der Gouverneur verschiedener Präfekturen sowie Chefsekretär des Ministeriums für Innere Angelegenheiten (Naimu-shō) war. Er war zudem von 1894 bis zu seinem Tod 1912 Mitglied des Herrenhauses (Kizokuin), des Oberhauses des Reichstages (Teikoku-gikai).

## Leben
Chisaka Takamasa war der älteste Sohn des Samurai Takaaki Chisaka, einem Gefolgsmann des Yonezawa-Clans. Er war Gefolgsmann des Obersten Führers (Daimyō) des Yonezawa-Clans, Uesugi Narinori aus dem Uesugi-Clan, und nahm in der Provinz Echigo zwischen 1868 und 1869 am Boshin-Krieg teil, wobei er für die Militärische Allianz Ōuetsu Reppan Dōmei in Kampfhandlungen in der Provinz Echigo, der Provinz Dewa sowie später in Shinjō, Akita und Niigata eingesetzt war. Nach der Rückgabe der Han-Register (Hanseki-hōkan) wurde er 1870 selbst führendes Mitglied (dai-sanji) des Yonezawa-Clans und begleitete den neuen Obersten Führer des Yonezawa-Clans, Uesugi Mochinori, auf dessen Studienreise nach England. Nach seiner Rückkehr nach Japan wurde er 1873 Mitarbeiter von Innenminister Ōkubo Toshimichi im neu eingerichteten Ministerium für Innere Angelegenheiten (Naimu-shō). Dort war er zuständig für die Umsetzung der Bodensteuerreform (chisokaisei), die aber auf Widerstand stieß. Während der Satsuma-Rebellion war er als Oberstleutnant neben Yamakawa Hiroshi aus dem Han Aizu Kommandeur der militärischen Verbände in der Präfektur Ibaraki.
Am 24. Februar 1879 wurde Chisaka Gouverneur der Präfektur Ishikawa und bekleidete diesen Posten bis zu seiner Ablösung durch Iwamura Takatoshi am 19. Januar 1883. Er selbst wurde daraufhin zwischen Januar 1883 und Dezember 1884 zunächst Chefsekretär des Innenministeriums sowie am 22. Dezember 1884 Nachfolger von Takasaki Goro als Gouverneur der Präfektur Okayama. Dieses Amt übte er fast zehn Jahre lang bis zum 19. September 1894 aus, woraufhin Kōno Chūzō seine Nachfolge antrat. Während seiner Tätigkeit als Gouverneur von Okayama wurde dem Geschäftsmann Fujita Denzaburō die Genehmigung von Sanierungsmaßnahmen in der Bucht von Kōjima erteilt, was zu jahrelanger Ablehnung in der Bevölkerung führte. 1886 kam es zur Gründung des Notre Dame Seishin-Kollegs, einer von den Schulschwestern Unserer Lieben Frau von Namur geführten Hochschule für Frauen, in Okayama. Zuvor wurde 1884 die von Fukuda Hideko 1882 mitgegründete dortige Mädchenschule geschlossen. Nach seinem Ausscheiden aus dem Verwaltungsdienst wurde er am 19. September 1894 Mitglied des Herrenhauses (Kizokuin), des Oberhauses des Reichstages (Teikoku-gikai), und gehörte diesem bis zu seinem Tode am 3. Dezember 1912 an.
Daneben war er in der Privatwirtschaft tätig und fungierte unter anderem als Manager der Ryou-Bank (Ryou Ginko), des Wasserkraftwerks am Ujigawa sowie der Kaufhausgesellschaft von Yokohama (Yokohama Warehouce Co.,Ltd). Nach seinem Tode wurde er beim buddhistischen Tempel Ikegami Honmon-ji im Tokioter Bezirk Ōta beigesetzt. Sein Sohn Chisaka Tomojirō war Vizeadmiral der Kaiserlich Japanischen Marine.